# Brissopsis jarlii
Brissopsis jarlii is een zee-egel uit de familie Brissidae.
De wetenschappelijke naam van de soort werd in 1951 gepubliceerd door Theodor Mortensen.